# Wakefield, Massachusetts
Wakefield är en ort i Middlesex County i den amerikanska delstaten Massachusetts. Orten grundades 1812 som South Redding. Ursprungligen hade Wakefield hört till Lynn och därefter till Reading. Namnet stavades senare South Reading. Namnbytet till Wakefield röstades igenom 1868 efter filantropen och industrialisten Cyrus Wakefield som hade lovat betala för ett nytt stadshus.

## Kända personer från Wakefield
- Carleton S. Coon, antropolog
- John A. Volpe, politiker